# Radoslav Petković
Radoslav Petković (Belgrád, 1953. július 21. – 2024. október 27.) szerb prózaíró, esszéista, az angol irodalom fordítója.

## Életpályája
1953-ban született Belgrádban. A Belgrádi Egyetem Filológiai Karának akkori Jugoszláv és Általános Irodalmi Tanszékén szerzett diplomát. Műveit magyar, francia, görög, angol, német, orosz, olasz, szlovák és bolgár nyelvekre fordították. Az író többek között Robert Louis Stevenson, G. K. Chesterton, Tolkien, Daniel Defoe műveiből fordított szerb nyelvre. 1988–1994 között az Ivo Andrić Alapítvány titkáraként dolgozott, 2001–2004 között a Tankönyvkiadó Intézet igazgatója, 2009 márciusától a Vajdaság AT Kormányának kulturális miniszterhelyettese. Nős, felesége dr. Vladislava Gordić-Petković professzor asszony. Radoslav Petković Újvidéken élt és dolgozott.
"Gyűjts magadba minden élményt, mindenről ami teremtve lett, vízről és tűzről, szárazságról és nedvességről; egyszerre legyél mindenhol, a földön, a tengerben, az égben; legyél még meg sem született, legyél magzat. Legyél fiatal, öreg, halott és halálon túli."
Tökéletes emlékezés a halálra, Belgrád, 2008.

## Művei

### Regények
- Put u Dvigrad (1979, 1997, Miloš Crnjanski-díj) - A Dvigrádba vezető út,
- Zapisi iz godine jagoda (1983) - Jegyzetek az eper évéből
- Senke na zidu (1985, 1994) - Árnyak a falon
- Sudbina i komentari (1993, Meša Selimović-díj, Borba-díj, NIN-díj "az év írója") - Sors és körvonal[3]

### Elbeszéléskötetek
- Izveštaj o kugi (1989, 1990, Andrić-díj) - Jelentés a pestisről
- Čovek koji je živeo u snovima (1998, 1999, Vital-díj az év legjobb könyvéért) - Az ember, aki álmában élt[4]

### Esszéisztikus prózakötetek
- Ogled o mački (1995) - Értekezés a macskáról
- O Mikelanđelu govoreći (2006) - Michelangelóról beszélve
- Vizantijski internet (2007, Ramonda Serbica-életműdíj) - Bizánci internet

### Esszékötetek
- Upotreba vilenjaka (2008) - A boszorkány alkalmazása

### Válogatott publicisztikai írások
- Događaj godine (2010) - Az év eseménye

## Magyarul
- Sors és körvonal. Regény; ford. Csordás Gábor; Jelenkor, Pécs, 2003
- Az ember, aki álmában élt. Elbeszélések; ford. Csordás Gábor; Jelenkor, Pécs, 2009
- A halál tökéletes emlékezete; ford. Csordás Gábor; FISZ–Jelenkor, Bp., 2017 (Horizontok)

## Díjak
- 1979. Miloš Crnjanski-díj
- 1990. Ivo Andrić-díj
- 1993. Borba-díj
- 1993. NIN-díj
- 1993. Meša Selimović-díj
- 1993. B92-díj
- 1999. Vital-díj
- 2007. Ramonda Serbica-életműdíj
- 2009. Borisav Stanković-díj